# Happy Birthday (Stevie Wonder)
"Happy Birthday" is een nummer geschreven, geproduceerd en uitgevoerd door Stevie Wonder en uitgegeven op het Motown-label. 
Wonder was een van de hoofdrolspelers in de campagne om de verjaardag van Martin Luther King Jr. een nationale feestdag, Martin Luther Kingdag, te laten worden. Om aandacht voor deze campagne te genereren, schreef Wonder deze single.
Wonder zette zijn strijd voort de feestdag voort met de Rally for Peace-persconferentie in 1981. De Amerikaanse president Ronald Reagan keurde de oprichting van de feestdag goed en ondertekende deze op 2 november 1983. De eerste officiële Martin Luther Kingdag, gehouden op de derde maandag van januari van elk jaar, werd gehouden op 20 januari 1986 en werd herdacht met een grootschalig concert, waar Wonder de hoofdact was.
Het lied is sindsdien een standaard nummer geworden, naast het traditionele Happy birthday to you, bij verjaardagsvieringen, met name in de VS.
"Happy Birthday" werd in juni 1981 uitgebracht als de vierde single van Wonder's album Hotter than July (1980). Het haalde de tweede plek en was daarmee een van zijn meest populaire hits in de UK Singles Chart. In de Nederlandse Top 40 bereikte de single de tiende plek. Het nummer is nooit als single uitgebracht in de Verenigde Staten, maar geldt ook daar als een van zijn kenmerkende nummers.

## NPO Radio 2 Top 2000
Happy Birthday stond alleen in 1999 in de NPO Radio 2 Top 2000, op plek 1609.